# Польни Кесов
Польни Кесов (словац. Poľný Kesov) — село, громада округу Нітра, Нітранський край. Кадастрова площа громади — 10.22 км².
Населення 666 осіб (станом на 31 грудня 2018 року).

## Історія
Польни Кесов згадується 1338 року.

## Населення
| Рік:            | 1994. | 2004.   | 2014.   | 2024.   |
| --------------- | ----- | ------- | ------- | ------- |
| Кількість осіб: | 590   | 610     | 644     | 632     |
| Різниця:        |       | +3,38 % | +5,57 % | -1,86 % |

| Рік:            | 2023. | 2024.   |
| --------------- | ----- | ------- |
| Кількість осіб: | 633   | 632     |
| Різниця:        |       | -0,15 % |